# Gare de Martelange (Belgique)
Ne doit pas être confondu avec Gare de Martelange (Luxembourg) ou Gare de Haut-Martelange.
La gare de Martlange est une ancienne gare vicinale belge de la Société nationale des chemins de fer vicinaux (SNCV) dans la commune de Martelange en province de Luxembourg.

## Histoire
La station est desservie à partir de 1906 par la ligne Marche - Martelange puis en 1911 par la ligne Arlon - Martelange. La ligne d'Arlon est fermée en 1952, la ligne de Marche va continuer d'être exploitée jusqu'en 1960 (limitée à partir de 1954 de Marche à Bastogne).
La station n'a jamais été reliée à la gare luxembourgeoise de la ligne de Noerdange à Martelange.